# RNP (singolo)
RNP (acronimo di Rich Nigga Problems) è un singolo del rapper statunitense YBN Cordae, pubblicato il 23 luglio 2019 su etichette Warner Music Group, Atlantic Records e Art@War.
Il brano vede la partecipazione del rapper statunitense Anderson. Paak.

## Video musicale
Il video musicale è stato rilasciato il 14 ottobre 2019 sul canale YouTube di YBN Cordae. È un video a tema anni '70 ed è stato diretto da APlus Filmz. Nel video, YBN Cordae e Anderson. Paak sono giocatori di basket e indossano parrucche e pellicce.

## Esibizioni live
Cordae e Paak hanno eseguito il brano al The Tonight Show con Jimmy Fallon e ai BET Hip Hop Awards 2019.

## Tracce
1. RNP (feat. Anderson .Paak) – 2:56

## Classifiche
| Classifica (2019) | Posizione massima |
| ----------------- | ----------------- |
| Canada            | 84                |
| Irlanda           | 92                |
| Stati Uniti       | 115               |